# 尾原昭夫
尾原 昭夫（おばら あきお、1932年6月30日- ）は、作詞・作曲家/わらべうた・子どもの文化史研究家。
1932年（昭和7年）島根県簸川郡直江村（現出雲市斐川町直江）生まれ。1958年に島根大学教育学部特設音楽科を卒業（作曲・理論専攻）。上京後、東京都公立小学校・養護学校・盲学校音楽専科教諭として教職のかたわら、日本のわらべうた・民謡の採集・研究を行う。1976年久留島武彦文化賞、1993年毎日出版文化賞特別賞（『日本わらべ歌全集』共著）、1994年田村虎蔵特別賞（鳥取県）。2017年 第41回鳥取県出版文化賞影井賞
日本海新聞社）受賞

## 学歴
1932年（昭和14年）島根県簸川郡直江村立直江小学校入学 。
1945年（昭和20年）島根県簸川郡直江村立直江国民学校卒業、島根県立大社中学校入学 。
1948年（昭和23年）島根県立大社中学校併設中学校（新制）卒業、島根県立大社第一高等学校入学 。
1949年（昭和24年）島根県立出雲高等学校に転校。 
1951年（昭和26年）島根県立出雲高等学校卒業 。
1954年（昭和29年）島根大学特設音楽科（音楽高校課程）に入学、音楽理論・作曲専攻。理論・作曲を坂本良隆、ピアノを長岡敏夫、ヴァイオリンを竹内文子、室内楽・管弦楽を竹内尚一らに師事。 
1958年（昭和33年）卒業　卒業作品 管弦楽のための「小組曲」。卒業論文「ベートーヴェンのピアノ・ソナタの分析的研究」。

## 研究・著作歴
1958年（昭和33年）東京都都民交響楽団入団（ヴァイオリン・在籍２年）指揮者坂本良隆
1961年（昭和36年）わらべうた・民謡研究着手
1962年（昭和37年）文部省科学研究費助成による＜わらべうたの研究＞全国的採集・資料収集・研究活動 研究主題「わらべうたの性格と変遷について」。1964年（昭和39年）まで3年継続研究助成を受ける　以後自主採集・研究
1962年（昭和37年）「門出の歌」作詞・作曲
1964年（昭和39年）「教育音楽」小学版4月号より「わらべうた風土記」連載開始音楽之友社（昭和41年(1962年)3月号まで24回。昭和44年（1969年）東京都教育振興会表彰受賞。
1962年（昭和41年）作詞・作曲「門出の歌」音楽之友社「教育音楽」小学版に掲載。
1968年（昭和43年）日本わらべうたの会設立（代表）。会誌「わらべうた」創刊。
1969年（昭和44年）『日本・世界子守歌全集』日本の子守歌解説 講談社（レコード製作キングレコード株式会社）
1970年（昭和45年）「わらべうたと詩による合唱組曲“雪のうた”」日本わらべうたの会
1972年（昭和47年）『日本のわらべうた＜室内遊戯歌編＞』社会思想社。『楽しく遊べるわらべ歌』「別冊幼児と保育」小学館。
1973年（昭和48年）「わらべうた」第10号にて終刊。日本民謡研究家の町田佳聲・日本歌謡史研究家の浅野建二の指導を受ける。
1975年（昭和50年）『日本のわらべうた＜戸外遊戯歌編＞』社会思想社。「文芸春秋デラックス・日本わらべうた集」執筆 文芸春秋社。『楽しい絵かきうた』ひかりのくに株式会社。「わらべうたによる日本の遊びうた」編集解説 キングレコード 。「わらべうた決定盤」第二集編集解説 キングレコード 。
1976年（昭和51年）第16回久留島武彦文化賞。「伝承と創造の原点を求めて」執筆『日本の音楽教育’75』音楽之友社。
1977年(昭和52年) 柳原書店＜日本わらべ歌全集＞編集委員 。「たのしい四季の絵かきうた」編集解説 キングレコード 
。
1979年（昭和54年）『東京のわらべ歌』日本わらべ歌全集7 柳原書店 。『大法輪』（大法輪閣）7月号より「仏教ゆかりのわらべうた」連載開始。1981年（昭和56年）3月号まで合計30回連載。
1980年（昭和55年）『日本の子守唄50曲集』（ピアノ伴奏付き）音楽之友社。作詞・作曲「門出の歌」教育出版 教科書「小学音楽6」に掲載。指導要領の規定により原調ホ長調をヘ長調に改編。以後2期間掲載。同社＜指導用レコード＞にNHK放送児童合唱団・コロムビア・オーケストラ演奏収録。 
1980年（昭和55年）NHKラジオ出演「春を呼ぶわらべうた」祈りの唄・雪の唄・早春の唄・花の唄・春の遊び計５回。アナウンサー古屋和雄。 
1981年（昭和56年）「ユリイカ」特集子守唄「子守唄のモチーフ」執筆 青土社。 
1982年（昭和57年）『熊本宮崎のわらべ歌』日本わらべ歌全集25共著柳原書店（熊本編採譜）。
1983年（昭和58年）作詞・作曲「門出の歌」、カセット「卒業の歌と伴奏」杉並児童合唱団演奏収録、ビクター音楽産業株式会社。 
1984年（昭和59年）『千葉のわらべ歌』日本わらべ歌全集6下 柳原書店。『島根のわらべ歌』日本わらべ歌全集20下尾原昭夫/酒井董美著柳原書店。
1985年（昭和60年）『鳥取のわらべ歌』日本わらべ歌全集20上尾原昭夫/酒井董美著柳原書店。『わらべ歌ゆうぎ歌』「別冊幼児と保育」小学館。
1989年（昭和64年）『わらべ歌歳時記』「別冊幼児と保育」小学館。
1991年（平成3年）『近世童謡童遊集』日本わらべ歌全集27 柳原書店。『たのしいあそび』「別冊保育専科」執筆 フレーベル館。篠笛を鯉沼廣行に師事。
1992年（平成4年）日本民俗音楽学会日中文化交流音楽訪問団の事務長およびビデオ記録担当。
1994年（平成6年）『日本のわらべ歌』CD・『日本のわらべ歌』歌曲集1～3編集 柳原書店。『篠笛日本名曲集1入門・初級編』『篠笛日本名曲集2初級編2』。『篠笛日本名曲集3中級編』『日本の笛入門篠笛』郷土文化協会。作詞・作曲 童謡「さきゅうのゆめ」鳥取県日本創作童謡コンクール入賞（第5回ふるさと音楽賞・田村虎蔵特別賞）。
1996年(平成8年)『保育あそびうた集』「別冊幼児と保育」執筆 小学館。『段階的でやさしく吹けるオカリナ世界名曲集1ハ調編』郷土文化協会 。『合唱組曲“星めぐりの歌”宮沢賢治の音楽遺産』郷土文化協会 。『篠笛日本名曲集4中級編2』郷土文化協会。
1997年(平成9年)NHKラジオ・おもしろカルチュア・センター出演「わらべうたの不思議」３回。アナウンサー鎌田正幸・坪郷佳英子。
1998年（平成10年）『段階的でやさしく吹けるオカリナ世界名曲集2ヘ調・ト調編』郷土文化協会
1999年(平成11年)『篠笛日本名曲集5唱歌 童謡 歌謡編』郷土文化協会
2000年 (平成12年) 『篠笛日本名曲集6上級編』郷土文化協会
2001年（平成13年）『篠笛の吹き方と日本の名曲』初級編　オンキョウパブリシュ。『はるなつあきふゆえかきうた 伝承から創るあそびへ』編著、せきしいずみ絵 アイ企画 。
2002年（平成14年）郷里斐川町企画CD、旧直江・出西・荘原・久木・出東5村の校歌伴奏編作曲。
2004年（平成16年）「国文学」増刊＜日本の童謡＞執筆・図版提供 学燈社。
2005年（平成17年）NHKソフトウエア［DVD］「小学校音楽鑑賞教材集・解説書」＜日本の民謡・芸能＞執筆、NHK出版。別冊環「子守唄よ、甦れ」執筆・図版資料提供、 藤原書店。
2008年 (平成20年) 『CD付き やさしくたのしい篠笛の吹き方と日本の名曲初級編』『～中級編』『～上級編』オンキョウ・パブリッシュ。 
2009年(平成21年)『段階的でやさしく吹けるオカリナ世界名曲集3ニ調・変ロ調・クラシック合奏編』郷土文化協会。
2009年(平成21年) 『日本のわらべうた戸外遊戯歌編』『同：室内遊戯歌編』（新版）『～同：歳事・季節歌編』文元社（紀伊国屋書店発売）。『段階的でやさしく吹けるオカリナ世界名曲集1』同2・同3CD制作（演奏小平光一）。『日本子守唄選集』上・中・下巻（ピアノ伴奏付き）郷土文化協会（オンキョウ・パブリッシュ発売）。
2014年(平成26年) NHKラジオ深夜便出演「次代につなげるわらべうた・子守唄」　ディレクター玉谷邦博。
2016年 (平成28年) DVD「ふるさと八王子のお手玉あそび」監修・制作 八王子お手玉の会。『古今（こきん）童謡を読む－日本最古のわらべ唄集と鳥取藩士野間義学－』CD付き　尾原昭夫・大嶋陽一・酒井董美共著 今井出版。　季刊「ららばい通信」『絵解き風流子ども歳時記』連載開始　日本子守唄協会。
2021年（令和３年）『宮澤賢治の音楽風景－音楽心象の土壌－』風詠社。　『賢治童話の歌をうたう－宮澤賢治の音楽風景Ⅱ－』風詠社。
2022年(令和４年) NHKラジオ深夜便出演「宮澤賢治の音楽風景」　ディレクター玉谷邦博。
202２年（令和４年）『日本子守唄集成』柳原出版。季刊「ららばい通信」『絵解き風流子ども歳時記』連載終了　日本子守唄協会。
2023年（令和５年）季刊「ららばい通信」『わらべうた童謡詞華抄』連載開始　日本子守唄協会。
2025年（令和７年）『絵解き 風流子ども歳時記』柳原出版。

## 学会研究発表
1969年（昭和44年） 研究発表「日本民謡における特殊旋法の分布について」日本歌謡学会（国学院大学）
1971年（昭和46年） 研究発表「現代わらべうたの一断面」日本歌謡学会（大東文化大学）
1993年（平成5年） 研究発表「出雲神楽龍笛の囃子について」日本民俗音楽学会（兵庫県温泉町）
1997年（平成9年）10月26日 研究発表「現行篠笛の種類と音律」日本民俗音楽学会平戸大会（長崎県平戸市）
1998年（平成10年）3月31日発行 論文発表「現行篠笛の種類と音律」日本民俗音楽学会『民俗音楽研究』第22・23合併号
2006年(平成18年) 11月5日（日）研究発表「日本の子守唄における音階の特性と分布について」日本民俗音楽学会東京大会（国立劇場） 
2007年(平成19年) 3月31日発行 論文発表「日本の子守唄における音階の特性と分布について」日本民俗音楽学会『民俗音楽研究』第32号
2010年(平成22年) 12月18日（土）研究発表「『聖徳太子伝』および『童謡集』所収子守唄の解釈上の問題」ー子守唄の「むく犬」と「でんでん太鼓に笙の笛」の謎に迫るー」日本民俗音楽学会東京大会（国立能楽堂）
2011年(平成23年) 3月31日発行　論文発表「『聖徳太子伝』および『童謡集』所収子守唄の解釈上の問題　ー子守唄のむく犬・目きらら・笙の笛・でんでん太鼓の謎に迫るー」日本民俗音楽学会『民俗音楽研究』第36号
2024年(令和6年) 4月1日発行　「子どもと戦争」　子守唄・わらべうた学会『子守唄・わらべうた学』01創刊号 日本子守唄協会
2024年(令和6年) 11月1日発行　「子どもと戦争２」　子守唄・わらべうた学会『子守唄・わらべうた学』02号

## 受賞歴
1969年（昭和44年）東京都教育振興会表彰
1976年（昭和51年）第16回久留島武彦文化賞
1993年（平成5年）第47回毎日出版文化賞特別賞　日本わらべ歌全集　柳原書店
1994年（平成6年） 第5回ふるさと音楽賞・田村虎蔵特別賞（鳥取県・日本創作童謡コンクール「さきゅうのゆめ」作詞・作曲）
2017年 (平成29年) 第41回＜鳥取県出版文化賞＞影井賞　『古今（こきん）童謡を読む－日本最古のわらべ唄集と鳥取藩士野間義学ー』尾原昭夫・大嶋陽一・酒井董美共著 今井出版

## 編著書
- 『日本のわらべうた 室内遊戯歌編』編著 社会思想社 1972　（文元社改訂再刊 2009）
- 『楽しい絵かきうた 歌う・かく・つくる力を伸ばす』ひかりのくに 実用保育選書 1975
- 『日本のわらべうた 戸外遊戯歌編』編著 社会思想社 1975　（文元社改訂再刊 2009）
- 『日本わらべ歌全集 7 東京のわらべ歌』柳原書店 1979
- 『日本わらべ歌全集 6 下　千葉のわらべ歌』柳原書店、1984
- 『日本わらべ歌全集 27 近世童謡童遊集』柳原書店 1991
- 『篠笛 日本の笛入門』郷土文化協会 1995
- 『えかきうたのほん 伝統のこどものあそび』編著 アイ企画 1996
- 『オカリナ世界名曲集 段階的でやさしく吹ける』編著 郷土文化協会 1996-98
- 『＜星めぐりの歌＞ 再現宮沢賢治の音楽遺産 』無伴奏同声合唱と和太鼓による合唱組曲 編曲・作曲 郷土文化協会 1996
- 『篠笛日本名曲集』全6巻 編著 郷土文化協会 1994-2000
- 『はるなつあきふゆえかきうた 伝承から創るあそびへ』編著 せきしいずみ絵 アイ企画 2001
- 『やさしくたのしい篠笛の吹き方と日本の名曲』編著・演奏 オンキョウパブリシュ 2008
- 『日本子守唄選集 ピアノ伴奏付き』全3巻 編 郷土文化協会 2009
- 『日本のわらべうた 歳事・季節歌編』編著 文元社 2009
- 『宮澤賢治の音楽風景－音楽心象の土壌－』/『賢治童話の歌をうたう－宮澤賢治の音楽風景Ⅱ－』風詠社 2021
- 『日本子守唄集成』柳原出版 2022
- 『絵解き 風流子ども歳時記』柳原出版 2025

### 共著
- 『島根のわらべ歌』日本わらべ歌全集 20 下　尾原昭夫・酒井董美共著 柳原書店 1984
- 『鳥取のわらべ歌』日本わらべ歌全集 20 上  尾原昭夫・酒井董美共著 柳原書店 1985
- 『古今（こきん）童謡を読む－日本最古のわらべ唄集と鳥取藩士野間義学ー』尾原昭夫・大嶋陽一・酒井董美共著 今井出版 2016

## 監修
『こまった時はわらべうた　うれしい時もわらべうた』わらべうたネットワーク　うたぼっこの森　平沼美春・彦坂早苗 大沢愛・川中美樹編著　ひとなる書房 2021
『雨がふってもわらべうた　うたって笑ってわらべうた』　同　ひとなる書房 2025

## 注
1. ↑  『現代日本人名録』2002年
2. ↑  尾原昭夫　プロフィール（本データはこの書籍が刊行された当時に掲載）
3. ↑  『日本のわらべうた』文元社、著者紹介